# Moka Mora
Moka Mora (Dallas, Texas; 2 de julio de 1992) es una actriz pornográfica, modelo erótica y camgirl estadounidense.

## Biografía
Nació en Dallas, en el estado de Texas, en julio de 1992. Siendo joven se mudó con su padre hasta Barcelona (España), ciudad en la que residió hasta cumplir los 18 años. Aquí estudiaría en el instituto y daría clases de violín y trombón. Regresaría poco después a los Estados Unidos, donde comenzó a trabajar como instructora de yoga y teleoperadora, antes de internarse en el mundo del modelaje en cámara web.
Antes de enfocarse en su carrera pornográfica, Moka trabajó como dominatrix por un período de cuatro años, antes de debutar en noviembre de 2016, a los 24 años de edad, como actriz. Lo hizo con la película The Crucible: Parody Gangbang, para la productora Kink.
Como actriz ha trabajado para productoras como Digital Sin, Tushy, Evil Angel, Girlfriends Films, Wicked Pictures, Digital Playground, Diabolic, Jules Jordan Video, Girlsway, Brazzers, Vixen, Blacked, 3rd Degree o Elegant Angel, entre otras.
En 2018 estuvo nominada en los Premios AVN en la categoría de Mejor escena de sexo en grupo por la película Hardcore Gangbang Parodies 3, así como en los Premios XBIZ a Mejor actriz revelación.
Ha rodado más de 250 películas como actriz.
Alguno de sus trabajos destacados son Anal Brats 4, Freaky Petite 3, Lex's Pretty Young Things 4, My Sexy Little Sister 2, Naughty Cum Lovers, Pornstar Paradise 3, Shoot In My Pussy Daddy, Teen Facials 2 o TS Factor 9.

## Premios y nominaciones
| Año  | Ceremonia         | Resultado | Premio                             | Trabajo                      |
| ---- | ----------------- | --------- | ---------------------------------- | ---------------------------- |
| 2018 | Premios AVN       | Nominada  | Mejor escena de sexo en grupo      | Hardcore Gangbang Parodies 3 |
| 2018 | Premios AVN       | Nominada  | Premio fan: Debutante más caliente | —                            |
| 2018 | Spank Bank Awards | Nominada  | Latina Starlet of the Year         | —                            |
| 2018 | Spank Bank Awards | Nominada  | Life Sized Human Hand Puppet       | —                            |
| 2018 | Spank Bank Awards | Nominada  | Most Beautiful Seductress          | —                            |
| 2018 | Spank Bank Awards | Nominada  | Newcummer of the Year              | —                            |
| 2018 | Spank Bank Awards | Nominada  | Silky Smooth                       | —                            |
| 2018 | Premios XBIZ      | Nominada  | Mejor actriz revelación            | —                            |
| 2019 | Premios AVN       | Nominada  | Premio fan: Culo más épico         | —                            |
| 2019 | Spank Bank Awards | Nominada  | Best 'After' Hair                  | —                            |
| 2019 | Spank Bank Awards | Nominada  | Creampied Cutie of the Year        | —                            |
| 2019 | Spank Bank Awards | Nominada  | Dirty Cheerleader of the Year      | —                            |
| 2019 | Spank Bank Awards | Nominada  | Latina Starlet of the Year         | —                            |
| 2019 | Spank Bank Awards | Nominada  | Master of Missionary               | —                            |